# Antonín Barák
Antonín Barák (Příbram, 3 dicembre 1994) è un calciatore ceco, centrocampista della Fiorentina e della nazionale ceca.

## Caratteristiche tecniche
Trequartista mancino di piede, può avanzare anche nel ruolo di seconda punta o arretrare nel ruolo di centrocampista. È stato, infatti, utilizzato come mezzala nel 3-5-2 di Oddo all'Udinese così come nel 4-3-3 di Vincenzo Italiano alla Fiorentina. È un giocatore potente fisicamente, dotato di una buona tecnica di base, abile sia nel palleggio che nel dribbling nonostante l'imponente stazza (1,90 m) e utile anche in fase di copertura. Efficace anche nelle marcature, realizza spesso assist per i compagni o gol, grazie a buone doti balistiche dalla distanza, bravura negli inserimenti e nel gioco aereo. Per quanto riguarda la fase difensiva è abile nei contrasti e nel recuperare palloni.

## Carriera

### Club

#### Gli inizi
Cresciuto nelle giovanili del Příbram, esordisce in prima squadra il 1º giugno 2013, all'età di 18 anni, in una partita di massima serie pareggiata per 1-1 in casa dello Slovan Liberec. Nel 2014-2015 gioca in prestito nelle file del Graffin Vlašim, in seconda serie.
Il 30 dicembre 2015 si trasferisce allo Slavia Praga. Nella stagione 2016-2017 vince il campionato, realizzando 4 reti in 25 presenze.

#### Udinese
Il 4 febbraio 2017 l'Udinese ufficializza il suo acquisto a titolo definitivo per la stagione 2017-2018, lasciandolo contestualmente in prestito allo Slavia sino al termine della stagione. Barák segna il primo gol in maglia friulana il successivo 25 ottobre, nella partita esterna contro il Sassuolo vinta per 1-0; nella stagione d'esordio in Friuli trova la rete in totale per ben 7 volte, tra cui il definitivo 3-1 che il 16 dicembre permette alla sua squadra di battere l'Inter a San Siro, oltreché la sua prima doppietta in Serie A, arrivata sette giorni dopo nel derby del Triveneto vinto 4-0 sul Verona.
Nella stagione successiva il centrocampista ceco rimane lontano dai campi per gran parte della stagione, da gennaio a maggio, a causa di una lombalgia acuta. Nella terza stagione a Udine trova poco spazio per scelte tecniche, sicché fino al gennaio 2020 colleziona solo 8 presenze in campionato, per lo più da subentrante.

#### Lecce e Verona

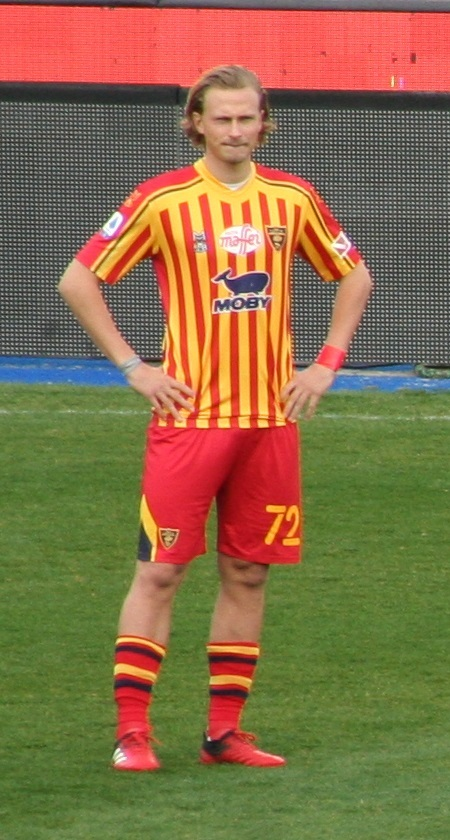
Barák al nel 2020

Il 29 gennaio 2020 viene ceduto in prestito al Lecce. Esordisce con i salentini il 2 febbraio nella partita vinta per 4-0 in casa contro il Torino, nella quale trova anche il primo dei suoi due gol in maglia giallorossa.
Terminato il prestito, fa ritorno all'Udinese, che il 17 settembre 2020 lo cede nuovamente in prestito, stavolta al Verona, con obbligo di riscatto al verificarsi di determinate condizioni. Esordisce con gli scaligeri due giorni dopo nella partita contro la Roma, subentrando a Koray Günter. Il 2 novembre successivo mette a segno i suoi primi gol con la nuova maglia nella partita casalinga contro il Benevento, contribuendo alla vittoria dei gialloblù con una doppietta per il 3-1 finale. Con gli scaligeri fornisce un buon rendimento, segnando 7 gol in campionato (eguagliando il proprio record della stagione 2017-2018), e andando a segno nelle sfide contro formazioni blasonate come Milan (2-2 a San Siro), Napoli (successo per 3-1) e Juventus (1-1). Con la salvezza degli scaligeri scatta l’obbligo di riscatto per 6 milioni di euro.
Il 16 gennaio 2022 realizza la prima tripletta in Serie A nelle vittoria esterna per 4-2 sul Sassuolo, oltre a fornire a Caprari l'assist per il gol del provvisorio 1-0; inoltre arriva a 8 gol messi a segno in campionato migliorando il suo primato personale di 7. Il 19 febbraio seguente, nella partita dell'Olimpico contro la Roma (2-2), apre le marcature dell'incontro a favore dei gialloblù, siglando una rete che gli permette di raggiungere per la prima volta i 10 gol stagionali in campionato.

#### Fiorentina
Il 26 agosto 2022 passa alla Fiorentina in prestito con obbligo di riscatto. Due giorni dopo esordisce con i viola nella partita di campionato col Napoli, pareggiata per 0-0. L'8 settembre seguente segna il suo primo gol in maglia viola, nell'esordio in UEFA Europa Conference League contro l'RFS Riga, mentre il 13 novembre segna la sua prima rete con i viola in campionato, nella partita persa per 2-1 in casa del Milan.
Il 12 gennaio 2023, va a segno anche nell'esordio in Coppa Italia con i toscani, decidendo la sfida degli ottavi di finale contro la Sampdoria. Il 31 gennaio successivo, viene definitivamente riscattato dalla Fiorentina, per circa sette milioni di euro.

#### Kasımpaşa
Il 7 settembre 2024, viene ceduto in prestito per una stagione al Kasımpaşa, nella Süper Lig, con diritto di riscatto fissato a sei milioni di euro.

### Nazionale
Segna tre gol nelle sue prime tre presenze con la nazionale ceca, con cui debutta il 15 novembre 2016 in un'amichevole contro la Danimarca. Nel giugno 2017 gioca il campionato europeo Under-21 in Polonia.
Convocato per Euro 2020, inizialmente è riserva, per poi diventare titolare agli ottavi al posto dell'infortunato Darida.

## Statistiche

### Presenze e reti nei club
Statistiche aggiornate al 16 maggio 2025.
| Stagione             | Squadra              | Campionato           | Campionato | Campionato | Coppe nazionali | Coppe nazionali | Coppe nazionali | Coppe internazionali | Coppe internazionali | Coppe internazionali | Altre coppe | Altre coppe | Altre coppe | Totale | Totale |
| Stagione             | Squadra              | Comp                 | Pres       | Reti       | Comp            | Pres            | Reti            | Comp                 | Pres                 | Reti                 | Comp        | Pres        | Reti        | Pres   | Reti   |
| -------------------- | -------------------- | -------------------- | ---------- | ---------- | --------------- | --------------- | --------------- | -------------------- | -------------------- | -------------------- | ----------- | ----------- | ----------- | ------ | ------ |
| 2012-2013            | Příbram              | 1L                   | 1          | 0          | CRC             | 0               | 0               | -                    | -                    | -                    | -           | -           | -           | 1      | 0      |
| 2013-2014            | Příbram              | 1L                   | 0          | 0          | CRC             | 2               | 0               | -                    | -                    | -                    | -           | -           | -           | 2      | 0      |
| 2014-2015            | Graffin Vlašim       | 2L                   | 27         | 5          | CRC             | 0               | 0               | -                    | -                    | -                    | -           | -           | -           | 27     | 5      |
| 2015-gen. 2016       | Příbram              | 1L                   | 12         | 3          | CRC             | 3               | 1               | -                    | -                    | -                    | -           | -           | -           | 15     | 4      |
| Totale Dukla Příbram | Totale Dukla Příbram | Totale Dukla Příbram | 13         | 3          |                 | 5               | 1               |                      | -                    | -                    |             | -           | -           | 18     | 4      |
| gen.-giu. 2016       | Slavia Praga         | 1L                   | 9          | 4          | CRC             | 0               | 0               | -                    | -                    | -                    | -           | -           | -           | 9      | 4      |
| 2016-2017            | Slavia Praga         | 1L                   | 25         | 4          | CRC             | 3               | 1               | UEL                  | 5                    | 0                    | -           | -           | -           | 33     | 5      |
| Totale Slavia Praga  | Totale Slavia Praga  | Totale Slavia Praga  | 34         | 8          |                 | 3               | 1               |                      | 5                    | 0                    |             | -           | -           | 42     | 9      |
| 2017-2018            | Udinese              | A                    | 34         | 7          | CI              | 0               | 0               | -                    | -                    | -                    | -           | -           | -           | 34     | 7      |
| 2018-2019            | Udinese              | A                    | 8          | 0          | CI              | 1               | 0               | -                    | -                    | -                    | -           | -           | -           | 9      | 0      |
| 2019-gen. 2020       | Udinese              | A                    | 8          | 0          | CI              | 3               | 1               | -                    | -                    | -                    | -           | -           | -           | 11     | 1      |
| Totale Udinese       | Totale Udinese       | Totale Udinese       | 50         | 7          |                 | 4               | 1               |                      | -                    | -                    |             | -           | -           | 54     | 8      |
| gen.-ago. 2020       | Lecce                | A                    | 16         | 2          | CI              | 0               | 0               | -                    | -                    | -                    | -           | -           | -           | 16     | 2      |
| 2020-2021            | Verona               | A                    | 34         | 7          | CI              | 2               | 0               | -                    | -                    | -                    | -           | -           | -           | 36     | 7      |
| 2021-2022            | Verona               | A                    | 29         | 11         | CI              | 1               | 0               | -                    | -                    | -                    | -           | -           | -           | 30     | 11     |
| ago. 2022            | Verona               | A                    | 1          | 0          | CI              | 1               | 0               | -                    | -                    | -                    | -           | -           | -           | 2      | 0      |
| Totale Verona        | Totale Verona        | Totale Verona        | 64         | 18         |                 | 4               | 0               |                      | -                    | -                    |             | -           | -           | 68     | 18     |
| ago. 2022-2023       | Fiorentina           | A                    | 30         | 2          | CI              | 4               | 1               | UECL                 | 12                   | 5                    | -           | -           | -           | 46     | 8      |
| 2023-2024            | Fiorentina           | A                    | 21         | 2          | CI              | 2               | 0               | UECL                 | 10                   | 3                    | SI          | 1           | 0           | 34     | 5      |
| ago.-set. 2024       | Fiorentina           | A                    | 1          | 0          | CI              | 0               | 0               | UECL                 | 0                    | 0                    | -           | -           | -           | 1      | 0      |
| Totale Fiorentina    | Totale Fiorentina    | Totale Fiorentina    | 52         | 4          |                 | 6               | 1               |                      | 22                   | 8                    |             | 1           | 0           | 81     | 13     |
| set. 2024-2025       | Kasımpaşa            | SL                   | 22         | 2          | TK              | 0               | 0               | -                    | -                    | -                    | -           | -           | -           | 22     | 2      |
| Totale carriera      | Totale carriera      | Totale carriera      | 274        | 49         |                 | 22              | 4               |                      | 27                   | 8                    |             | 1           | 0           | 324    | 61     |

### Cronologia presenze e reti in nazionale
| Cronologia completa delle presenze e delle reti in nazionale ― Rep. Ceca | Cronologia completa delle presenze e delle reti in nazionale ― Rep. Ceca | Cronologia completa delle presenze e delle reti in nazionale ― Rep. Ceca | Cronologia completa delle presenze e delle reti in nazionale ― Rep. Ceca | Cronologia completa delle presenze e delle reti in nazionale ― Rep. Ceca | Cronologia completa delle presenze e delle reti in nazionale ― Rep. Ceca | Cronologia completa delle presenze e delle reti in nazionale ― Rep. Ceca | Cronologia completa delle presenze e delle reti in nazionale ― Rep. Ceca |
| Data                                                                     | Città                                                                    | In casa                                                                  | Risultato                                                                | Ospiti                                                                   | Competizione                                                             | Reti                                                                     | Note                                                                     |
| ------------------------------------------------------------------------ | ------------------------------------------------------------------------ | ------------------------------------------------------------------------ | ------------------------------------------------------------------------ | ------------------------------------------------------------------------ | ------------------------------------------------------------------------ | ------------------------------------------------------------------------ | ------------------------------------------------------------------------ |
| 15-11-2016                                                               | Mladá Boleslav                                                           | Rep. Ceca                                                                | 1 – 1                                                                    | Danimarca                                                                | Amichevole                                                               | 1                                                                        | 81’                                                                      |
| 22-3-2017                                                                | Ústí nad Labem                                                           | Rep. Ceca                                                                | 3 – 0                                                                    | Lituania                                                                 | Amichevole                                                               | -                                                                        | 46’                                                                      |
| 26-3-2017                                                                | Serravalle                                                               | San Marino                                                               | 0 – 6                                                                    | Rep. Ceca                                                                | Qual. Mondiali 2018                                                      | 2                                                                        | 75’                                                                      |
| 5-10-2017                                                                | Baku                                                                     | Azerbaigian                                                              | 1 – 2                                                                    | Rep. Ceca                                                                | Qual. Mondiali 2018                                                      | 1                                                                        | 57’                                                                      |
| 8-10-2017                                                                | Plzeň                                                                    | Rep. Ceca                                                                | 5 – 0                                                                    | San Marino                                                               | Qual. Mondiali 2018                                                      | -                                                                        | 70’                                                                      |
| 8-11-2017                                                                | Doha                                                                     | Islanda                                                                  | 1 – 2                                                                    | Rep. Ceca                                                                | Amichevole                                                               | -                                                                        | 87’                                                                      |
| 11-11-2017                                                               | Doha                                                                     | Qatar                                                                    | 0 – 1                                                                    | Rep. Ceca                                                                | Amichevole                                                               | 1                                                                        | 63’                                                                      |
| 23-3-2018                                                                | Nanning                                                                  | Uruguay                                                                  | 2 – 0                                                                    | Rep. Ceca                                                                | Amichevole                                                               | -                                                                        |                                                                          |
| 26-3-2018                                                                | Nanning                                                                  | Cina                                                                     | 1 – 4                                                                    | Rep. Ceca                                                                | Amichevole                                                               | -                                                                        |                                                                          |
| 1-6-2018                                                                 | Sankt Pölten                                                             | Australia                                                                | 4 – 0                                                                    | Rep. Ceca                                                                | Amichevole                                                               | -                                                                        | 57’                                                                      |
| 6-6-2018                                                                 | Schwechat                                                                | Nigeria                                                                  | 0 – 1                                                                    | Rep. Ceca                                                                | Amichevole                                                               | -                                                                        |                                                                          |
| 16-10-2018                                                               | Kiev                                                                     | Ucraina                                                                  | 1 – 0                                                                    | Rep. Ceca                                                                | UEFA Nations League 2018-2019 - 1º turno                                 | -                                                                        |                                                                          |
| 7-10-2020                                                                | Larnaca                                                                  | Cipro                                                                    | 1 – 2                                                                    | Rep. Ceca                                                                | Amichevole                                                               | -                                                                        |                                                                          |
| 11-11-2020                                                               | Berlino                                                                  | Germania                                                                 | 1 – 0                                                                    | Rep. Ceca                                                                | Amichevole                                                               | -                                                                        | 46’                                                                      |
| 18-11-2020                                                               | Plzeň                                                                    | Rep. Ceca                                                                | 2 – 0                                                                    | Slovacchia                                                               | UEFA Nations League 2020-2021 - 1º turno                                 | -                                                                        | 88’                                                                      |
| 24-3-2021                                                                | Lublino                                                                  | Estonia                                                                  | 2 – 6                                                                    | Rep. Ceca                                                                | Qual. Mondiali 2022                                                      | 1                                                                        | 65’                                                                      |
| 27-3-2021                                                                | Praga                                                                    | Rep. Ceca                                                                | 1 – 1                                                                    | Belgio                                                                   | Qual. Mondiali 2022                                                      | -                                                                        | 78’                                                                      |
| 30-3-2021                                                                | Cardiff                                                                  | Galles                                                                   | 1 – 0                                                                    | Rep. Ceca                                                                | Qual. Mondiali 2022                                                      | -                                                                        | 87’                                                                      |
| 4-6-2021                                                                 | Bologna                                                                  | Italia                                                                   | 4 – 0                                                                    | Rep. Ceca                                                                | Amichevole                                                               | -                                                                        | 46’                                                                      |
| 8-6-2021                                                                 | Praga                                                                    | Rep. Ceca                                                                | 3 – 1                                                                    | Albania                                                                  | Amichevole                                                               | -                                                                        | 74’                                                                      |
| 18-6-2021                                                                | Glasgow                                                                  | Croazia                                                                  | 1 – 1                                                                    | Rep. Ceca                                                                | Euro 2020 - 1º turno                                                     | -                                                                        | 87’                                                                      |
| 27-6-2021                                                                | Budapest                                                                 | Paesi Bassi                                                              | 0 – 2                                                                    | Rep. Ceca                                                                | Euro 2020 - Ottavi di finale                                             | -                                                                        | 90+2’                                                                    |
| 3-7-2021                                                                 | Baku                                                                     | Rep. Ceca                                                                | 1 – 2                                                                    | Danimarca                                                                | Euro 2020 - Quarti di finale                                             | -                                                                        |                                                                          |
| 2-9-2021                                                                 | Ostrava                                                                  | Rep. Ceca                                                                | 1 – 0                                                                    | Bielorussia                                                              | Qual. Mondiali 2022                                                      | 1                                                                        | 90+4’                                                                    |
| 5-9-2021                                                                 | Bruxelles                                                                | Belgio                                                                   | 3 – 0                                                                    | Rep. Ceca                                                                | Qual. Mondiali 2022                                                      | -                                                                        | 21’ 77’                                                                  |
| 8-9-2021                                                                 | Plzeň                                                                    | Rep. Ceca                                                                | 1 – 1                                                                    | Ucraina                                                                  | Amichevole                                                               | -                                                                        | 61’                                                                      |
| 8-10-2021                                                                | Praga                                                                    | Rep. Ceca                                                                | 2 – 2                                                                    | Galles                                                                   | Qual. Mondiali 2022                                                      | -                                                                        | 26’ 76’                                                                  |
| 11-11-2021                                                               | Olomouc                                                                  | Rep. Ceca                                                                | 7 – 0                                                                    | Kuwait                                                                   | Amichevole                                                               | 1                                                                        | 72’                                                                      |
| 16-11-2021                                                               | Praga                                                                    | Rep. Ceca                                                                | 2 – 0                                                                    | Estonia                                                                  | Qual. Mondiali 2022                                                      | -                                                                        |                                                                          |
| 24-3-2022                                                                | Solna                                                                    | Svezia                                                                   | 1 – 0 dts                                                                | Rep. Ceca                                                                | Qual. Mondiali 2022                                                      | -                                                                        | 90+2’                                                                    |
| 29-3-2022                                                                | Cardiff                                                                  | Galles                                                                   | 1 – 1                                                                    | Rep. Ceca                                                                | Amichevole                                                               | -                                                                        | 63’                                                                      |
| 24-9-2022                                                                | Praga                                                                    | Rep. Ceca                                                                | 0 – 4                                                                    | Portogallo                                                               | UEFA Nations League 2022-2023 - 1º turno                                 | -                                                                        | 63’                                                                      |
| 27-9-2022                                                                | San Gallo                                                                | Svizzera                                                                 | 2 – 1                                                                    | Rep. Ceca                                                                | UEFA Nations League 2022-2023 - 1º turno                                 | -                                                                        | 64’                                                                      |
| 16-11-2022                                                               | Olomouc                                                                  | Rep. Ceca                                                                | 5 – 0                                                                    | Fær Øer                                                                  | Amichevole                                                               | -                                                                        | 77’                                                                      |
| 19-11-2022                                                               | Gaziantep                                                                | Turchia                                                                  | 2 – 1                                                                    | Rep. Ceca                                                                | Amichevole                                                               | -                                                                        | 85’                                                                      |
| 24-3-2023                                                                | Praga                                                                    | Rep. Ceca                                                                | 3 – 1                                                                    | Polonia                                                                  | Qual. Euro 2024                                                          | -                                                                        | 71’                                                                      |
| 27-3-2023                                                                | Chișinău                                                                 | Moldavia                                                                 | 0 – 0                                                                    | Rep. Ceca                                                                | Qual. Euro 2024                                                          | -                                                                        | 73’                                                                      |
| 22-3-2024                                                                | Oslo                                                                     | Norvegia                                                                 | 1 – 2                                                                    | Rep. Ceca                                                                | Amichevole                                                               | 1                                                                        | 61’                                                                      |
| 26-3-2024                                                                | Praga                                                                    | Rep. Ceca                                                                | 2 – 1                                                                    | Armenia                                                                  | Amichevole                                                               | -                                                                        | 73’                                                                      |
| 7-6-2024                                                                 | Grödig                                                                   | Rep. Ceca                                                                | 7 – 1                                                                    | Malta                                                                    | Amichevole                                                               | 1                                                                        | Cap. 46’                                                                 |
| 10-6-2024                                                                | Hradec Králové                                                           | Rep. Ceca                                                                | 2 – 1                                                                    | Macedonia del Nord                                                       | Amichevole                                                               | 1                                                                        | 72’                                                                      |
| 18-6-2024                                                                | Lipsia                                                                   | Portogallo                                                               | 2 – 1                                                                    | Rep. Ceca                                                                | Euro 2024 - 1º turno                                                     | -                                                                        | 79’                                                                      |
| 22-6-2024                                                                | Amburgo                                                                  | Georgia                                                                  | 1 – 1                                                                    | Rep. Ceca                                                                | Euro 2024 - 1º turno                                                     | -                                                                        | 81’                                                                      |
| 26-6-2024                                                                | Amburgo                                                                  | Rep. Ceca                                                                | 1 – 2                                                                    | Turchia                                                                  | Euro 2024 - 1º turno                                                     | -                                                                        | 11’, 20’                                                                 |
| Totale                                                                   |                                                                          | Presenze                                                                 | 44                                                                       |                                                                          | Reti                                                                     | 11                                                                       |                                                                          |

## Palmarès

### Club

#### Competizioni nazionali
- Campionato ceco: 1

Slavia Praga: 2016-2017